# Сент-Джеймс (Північна Кароліна)
Сент-Джеймс (англ. St. James) — місто (англ. town) в США, в окрузі Брансвік штату Північна Кароліна. Населення — 6529 осіб (2020).

## Географія
Сент-Джеймс розташований за координатами 33°56′45″ пн. ш. 78°6′47″ зх. д. / 33.94583° пн. ш. 78.11306° зх. д. (33.945914, -78.113093).  За даними Бюро перепису населення США в 2010 році місто мало площу 21,49 км², з яких 21,39 км² — суходіл та 0,10 км² — водойми.

## Демографія
Згідно з переписом 2010 року, у місті мешкало 3165 осіб у 1575 домогосподарствах у складі 1386 родин. Густота населення становила 147 осіб/км².  Було 2263 помешкання (105/км²).
Расовий склад населення:
| - 97,8 % — білих - 1,0 % — чорних або афроамериканців - 0,6 % — азіатів - 0,1 % — корінних американців |

До двох чи більше рас належало 0,3 %. Частка іспаномовних становила 0,9 % від усіх жителів.
За віковим діапазоном населення розподілялося таким чином: 2,5 % — особи молодші 18 років, 47,7 % — особи у віці 18—64 років, 49,8 % — особи у віці 65 років та старші. Медіана віку мешканця становила 65,0 року. На 100 осіб жіночої статі у місті припадало 96,7 чоловіків;  на 100 жінок у віці від 18 років та старших — 96,7 чоловіків також старших 18 років.
Середній дохід на одне домашнє господарство  становив 127 057 доларів США (медіана — 79 808), а середній дохід на одну сім'ю — 134 998 доларів (медіана — 88 125). 
Цивільне працевлаштоване населення становило 736 осіб. Основні галузі зайнятості: науковці, спеціалісти, менеджери — 31,3 %, роздрібна торгівля — 27,3 %, освіта, охорона здоров'я та соціальна допомога — 14,1 %, фінанси, страхування та нерухомість — 9,4 %.